# Список гелікоптерів України
В списку наведені всі гелікоптери вироблені українськими підприємствами на території України з 1991 року.

## Список українських гелікоптерів
| Модель         | Виробник                   | Рік  | Кількість місць | Потужність, к.с. | Максимальна злітна маса, кг | Максимальна висота польоту, м | Максимальна швидкість, км/год | Дальність польоту, км |
| -------------- | -------------------------- | ---- | --------------- | ---------------- | --------------------------- | ----------------------------- | ----------------------------- | --------------------- |
| АК1-3          | КБ «Аерокоптер», Полтава   | 2001 | 1—2             | 1 х 156          | 650                         | 3200                          | 186                           | 350                   |
| КТ-112         | КБ «Вертикаль», Київ       | 2004 | 4               | 2 х 100          | 1000                        | 4000                          | 200                           | 800                   |
| Мі-8МСБ        | ПАТ «Мотор Січ», Запоріжжя | 2010 | 28              | 2 х 1500         | 12500                       | 9150                          | 260                           | 600                   |
| Skyline SL-222 | КБ «Горизонт-12», Київ     | 2011 | 2               | 2 х 90           | 637                         | 5200                          | 194                           | 550                   |
| V-52           | ПП «Softex-Aero», Бровари  | 2014 | 5               | 2 х 210          | 1450                        | 5500                          | 320                           | 700                   |
| МСБ-2          | ПАТ «Мотор Січ», Запоріжжя | 2014 | 10              | 1 х 465          | 3700                        | 5000                          | 250                           | 900                   |
| Skyline SL-231 | КБ «Горизонт-12», Київ     | 2015 | 2—3             | 1 х 210          | 882                         | 6190                          | 209                           | 600                   |
| Лев-1          | ДП «Укроборонсервіс», Київ | 2015 | 3               |                  | 1066                        |                               |                               |                       |
| Оса-1          | КБ «Аерокоптер», Полтава   | 2015 | 1—2             |                  |                             |                               |                               | 340                   |
| VV-2           | ПП «Softex-Aero», Бровари  | 2016 | 2               | 1 х 245          | 1100                        | 4000                          | 252                           | 500                   |
| V-22           | ПП «Softex-Aero», Бровари  | 2018 | 2               | 2 х 110          | 740                         | 3000                          | 250                           | 540                   |